# 미국 육군 민사심리작전사령부
미국 육군 민사심리작전사령부 (공수)(United States Army Civil Affairs and Psychological Operations Command (Airborne); USACAPOC(A))는 포트 브래그에 주둔하고 있는 미국 육군 예비군사령부 소속의 기능 사령부이다. 육군과 다른 군종에게 전략적, 작전적, 전술적인 민사와 군사 정보, 심리 작전을 지원한다.

## 역사
1985년 10월, 미국 육군 특수작전사령부 소속 제1특수작전증강파견대(1st Special Operations Augmentation Detachment)로 시작하여, 1990년 12월 27일에 사령부로 재편성되고, 2004년 5월에 예비군사령부로 전속되었다.

## 부대
- 제151전구정보작전단
  - 제301정보작전야전지원대대
  - 제303정보작전야전지원대대
- 제152전구정보작전단
- 제350민사사령부 - 플로리다주 펜서콜라
  - 제1훈련여단 - 노스캐롤라이나주 포트 브래그
    -  제402민사대대 - 푸에르토리코 포트 부차난
    -  제436민사대대 - 플로리다주 샌포드
    -  제478민사대대 (공수) - 플로리다주 패서린
    -  제486민사대대 - 오클라호마주 털사

  -  제321민사여단 - 텍사스주 샌안토니오
    -  제410민사대대 - 텍사스주 엘파소
    -  제413민사대대 - 텍사스주 러벅
    -  제451민사대대 - 텍사스주 패서디나
    -  490민사대대 - 그랜드프레리
- 제351민사사령부 - 캘리포니아주 마운틴뷰
  -  제358민사여단 - 캘리포니아주 리버사이드
    -  제416민사대대 - 캘리포니아주 샌디에고
    -  제425민사대대 - 캘리포니아주 엔시노
    -  제426민사대대 - 캘리포니아주 업랜드
    -  제492민사대대 - 애리조나주 벅카이

  -  제364민사여단 - 오리건주 클랙커미스
    -  제405민사대대 - 유타주 포트 더글라스
    -  제440민사대대 - 콜로라도주 포트 카슨
    -  제445민사대대 - 캘리포니아주 마운틴뷰
    -  제448민사대대 - 워싱턴주 루이스-맥코드 합동기지
- 제352민사사령부 - 메릴랜드주 포트 조지 G. 미드
  -  제354민사여단 - 메릴랜드주 화이트플레인스
    -  제401민사대대 - 뉴욕주 웹스터
    -  제414민사대대 - 미시간주 사우스필드
    -  제422민사대대 - 노스캐롤라이나주 맥린스빌
    -  제437민사대대 - 버지니아주 포트 스토리 합동원정기지

  -  제360민사여단 (제18공수군단) - 사우스캐롤라이나주 컬럼비아
    -  제412민사대대 (공수) - 오하이오주 화이트홀
    -  제431민사대대 - 아칸소주 리틀록
    -  제450민사대대 (공수) - 메릴랜드주 화이트플레인스
    -  제489민사대대 - 테네시주 녹스빌
- 제353민사사령부 - 뉴욕주 스테텐 섬 포트 와즈워스
  -  제304민사여단 - 펜실베이니아주 브리스톨
    -  제403d민사대대 - 뉴욕주 매티데일
    -  제404민사대대 (공수) - 뉴저지주 포트 딕스
    -  제411민사대대 - 코네티컷주 댄버리
    -  제443민사대대 - 로드아일랜드주 뉴포트

  -  제308민사여단 - 일리노이주 홈우드
    -  제407민사대대 - 미네소타주 아덴 힐스
    -  제415민사대대 - 미시간주 캘러머주
    -  제418민사대대 - 미주리주 벨턴
    -  제432민사대대 - 위스콘신주 그린베이
- 제2심리작전단 - 오하이오주 트윈버그
  -  제11심리작전대대
  -  제13심리작전대대
  -  제15심리작전대대
  -  제16심리작전대대
- 제7심리작전단 - 캘리포니아주 마운틴뷰
  -  제10심리작전대대
  -  제12심리작전대대
  -  제14심리작전대대
  -  제17심리작전대대

## 참고
- “Army Civil Affairs and Psychological Operations Command (Airborne)” (영어). globalsecurity.org. 2015년 11월 1일에 확인함.